# Уайт, Гари
Гари Джон Уайт (англ. Gary John White; 25 июля 1974, Саутгемптон) — английский футболист и тренер.

## Карьера футболиста
Будучи футболистом, в разные годы выступал за молодёжный состав «Саутгемптона», английский клуб «Богнор Риджис Таун», а также австралийский «Фримантл Спирит».

## Тренерская карьера
Карьеру тренера начал в 22 года, стал заниматься с юными футболистами в Австралии и открыл собственную академию. В качестве главного тренера работал с национальными сборными Британских Виргинских островов, а также Багамских Островов. С 2009 до 2012 года занимал пост технического директора американского клуба «Сиэтл Саундерс». Проходил двухгодичное обучение на тренерских курсах, организованных Футбольной ассоциацией Англии, получил лицензию «A».
Уайт был назначен главным тренером Гуама, а также техническим директором в Футбольной ассоциации Гуама 1 февраля 2012 года. В отборочном турнире Кубка вызова 2014 сборная заняла 3 место и впервые в своей истории добилась победы под эгидой ФИФА, была разгромлена команда Тайваня (3:0). С приходом Уайта в игре сборной наблюдался значительный прогресс, Гуам поднялся до рекордного 160-го места в рейтинге ФИФА в феврале 2014 года. В отборочном турнире чемпионата мира 2018 после сенсационных домашних побед над сборными Туркменистана (1:0), Индии (2:1) и нулевой ничьи с Оманом футболисты Гуама поднялись до рекордного 150-го места в рейтинге ФИФА.
В мае 2016 года получил лицензию UEFA Pro и возглавил китайский клуб «Шанхай Шэньсинь».

## Личная жизнь
Гэри Уайт женат на китаянке и у них есть сын.